# Kanton Issoudun-Sud
Der Kanton Issoudun-Sud war von 1801 bis 2015 ein französischer Wahlkreis im Arrondissement Issoudun, im Département Indre und in der Region Centre-Val de Loire; sein Hauptort war Issoudun.

## Gemeinden
Der Kanton umfasste die Wahlberechtigten aus 13 Gemeinden und dem Südteil der Stadt Issoudun.
| Gemeinde        | Einwohner Jahr | Fläche km² | Bevölkerungsdichte | Postleitzahl | Code INSEE |
| --------------- | -------------- | ---------- | ------------------ | ------------ | ---------- |
| Ambrault        | 931 (2013)     | –          | – Einw./km²        | 36120        | 36003      |
| Bommiers        | 297 (2013)     | –          | – Einw./km²        | 36120        | 36019      |
| Brives          | 273 (2013)     | –          | – Einw./km²        | 36100        | 36027      |
| Chouday         | 152 (2013)     | –          | – Einw./km²        | 36100        | 36052      |
| Condé           | 253 (2013)     | –          | – Einw./km²        | 36100        | 36059      |
| Issoudun        | 12420 (2013)   | –          | – Einw./km²        | 36100        | 36088      |
| Meunet-Planches | 184 (2013)     | –          | – Einw./km²        | 36100        | 36121      |
| Neuvy-Pailloux  | 1269 (2013)    | –          | – Einw./km²        | 36100        | 36140      |
| Pruniers        | 568 (2013)     | –          | – Einw./km²        | 36120        | 36169      |
| Saint-Aubin     | 198 (2013)     | –          | – Einw./km²        | 36100        | 36181      |
| Sainte-Fauste   | 285 (2013)     | –          | – Einw./km²        | 36100        | 36190      |
| Ségry           | 531 (2013)     | –          | – Einw./km²        | 36100        | 36215      |
| Thizay          | 249 (2013)     | –          | – Einw./km²        | 36100        | 36222      |
| Vouillon        | 243 (2013)     | –          | – Einw./km²        | 36100        | 36248      |